# Чильча
Чильча — река в России, протекает по Татарстану. Устье реки находится в 149 км по левому берегу реки Свияга. Длина реки составляет 30 км. Площадь водосборного бассейна — 243 км².

## Притоки
- 4 км: река Большая Тельца (пр)
- Сарсаз (пр)

## Данные водного реестра
По данным государственного водного реестра России относится к Верхневолжскому бассейновому округу, водохозяйственный участок реки — Свияга от села Альшеево и до устья, речной подбассейн реки — Волга от впадения Оки до Куйбышевского водохранилища (без бассейна Суры). Речной бассейн реки — (Верхняя) Волга до Куйбышевского водохранилища (без бассейна Оки).
Код объекта в государственном водном реестре — 08010400612112100002416.